# Henagar
Henagar és una població dels Estats Units a l'estat d'Alabama. Segons el cens del 2000 tenia 2.400 habitants.

## Demografia
Segons el cens del 2000, Henagar tenia 2.400 habitants, 937 habitatges, i 715 famílies. La densitat de població era de 42,4 habitants/km².
Dels 937 habitatges en un 34,9% hi vivien nens de menys de 18 anys, en un 64,8% hi vivien parelles casades, en un 8,2% dones solteres, i en un 23,6% no eren unitats familiars. En el 21,7% dels habitatges hi vivien persones soles el 10% de les quals corresponia a persones de 65 anys o més que vivien soles. El nombre mitjà de persones vivint en cada habitatge era de 2,56 i el nombre mitjà de persones que vivien en cada família era de 2,96.
Per edats la població es repartia de la següent manera: un 24,8% tenia menys de 18 anys, un 9,3% entre 18 i 24, un 28,2% entre 25 i 44, un 25% de 45 a 60 i un 12,8% 65 anys o més.
L'edat mediana era de 37 anys. Per cada 100 dones hi havia 93,9 homes. Per cada 100 dones de 18 o més anys hi havia 92,1 homes.
La renda mediana per habitatge era de 29.777 $ i la renda mediana per família de 34.469 $. Els homes tenien una renda mediana de 29.309 $ mentre que les dones 19.401 $. La renda per capita de la població era de 14.836 $. Aproximadament el 10,3% de les famílies i el 16,9% de la població estaven per davall del llindar de pobresa.

## Poblacions més properes
El següent diagrama mostra les poblacions més properes.